# (698) Ernestina

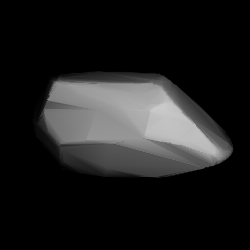
3D-Modell von (698) Ernestina (2020)

(698) Ernestina ist ein Asteroid des Hauptgürtels, der am 5. März 1910 vom deutschen Astronomen Joseph Helffrich in Heidelberg entdeckt wurde. 
Benannt wurde der Asteroid nach Ernst Wolf, dem Sohn des Astronomen und Asteroidenentdeckers Max Wolf.